# Walter Stürm
Walter Niklaus Stürm (* 4. August 1942 in Goldach, Kanton St. Gallen; † 13. September 1999 in Frauenfeld, Kanton Thurgau) war in der Schweiz in den 1970er- und 1980er-Jahren als Ausbrecherkönig bekannt.

## Leben
Der Berufskriminelle Walter Stürm sorgte zwischen 1974 und 1995 nicht nur mit acht geglückten Ausbrüchen aus Zuchthäusern und Gefängnissen für grosses Aufsehen, sondern auch mit seinen schelmischen Aktionen, die ihm bei Teilen der Bevölkerung Popularität als eine Art Robin Hood verschafften. Landesweite Belustigung herrschte etwa, als Stürm an Ostern 1981 aus der Strafanstalt Regensdorf ausbrach und einen Zettel mit den Worten „Bin beim Ostereier suchen, Stürm“ hinterliess.
Der Ostschweizer Industriellensohn war erstmals im Alter von 20 Jahren wegen des Verkaufs gestohlener Autos straffällig geworden. Später beging er Einbrüche, bandenmässigen Raub, Diebstähle und einen Banküberfall. Er sass in Strafanstalten in der Schweiz, in Italien, Frankreich und auf der Kanaren-Insel La Gomera ein.
Ein Teil der links-alternativen Szene und der Zürcher Jugendbewegung von 1980 bewunderte Stürm für seinen Kampf gegen die Isolationshaft, der 1987 in einem 110-tägigen Hungerstreik gipfelte, und sah in ihm einen Gentleman-Verbrecher, der seine Raubüberfälle angeblich gewaltfrei durchführte. Am Ausbruch von 1981 hatten wahrscheinlich Helfer aus der Jugendbewegung entscheidenden Anteil. Verteidigt wurde Stürm massgeblich von Barbara Hug, einer ehemaligen Substitutin (Rechtsreferendarin) in der Kanzlei des späteren Bundesrates Moritz Leuenberger.
1998 wurde Stürm bedingt entlassen. Nach einer misslungenen Geiselnahme gemeinsam mit Hugo Portmann wurde er ein halbes Jahr später erneut verhaftet. Zu diesem Zeitpunkt hatte er den Höhepunkt seiner Popularität längst überschritten: Während es in den 1980er-Jahren Kundgebungen und Manifestationen für Stürm gab, nahm danach kaum mehr jemand Notiz von ihm. 1999 nahm sich Stürm in Isolationshaft im Kantonalgefängnis Frauenfeld mit einem Kehrichtsack das Leben, nachdem er zuvor schon zwei Suizidversuche unternommen hatte.
2020 verfilmte Oliver Rihs das Leben Stürms mit Joel Basman und Marie Leuenberger in den Hauptrollen: Bis wir tot sind oder frei.

## Zitat
„Spätestens mit dem legendären Oster-Coup am 13. April 1981 (...) wurde er zu einer Art Popstar. Zu einem, der den repressiven Staat kraft seiner kriminellen Intelligenz herausforderte. In Zürich rebellierte die Jugendbewegung – einer wie Stürm passte perfekt in den subversiven Zeitgeist.“ (aus dem St. Galler Tagblatt vom 14. Februar 2005)